# Alexander Wolodarski
Alexander Jefimowitsch Wolodarski (russisch Алекса́ндр Ефи́мович Волода́рский; * 18. Dezember 1954 in Kiew) ist ein sowjetischer und ukrainischer Schriftsteller, Dramatiker, Drehbuchautor und Redakteur.

## Leben
Wolodarski studierte von 1971 bis 1977 an der Höheren Technischen Schule Moskau.
Im Jahr 1988 absolvierte er die Theaterkurse an der Russischen Universität für Theaterkunst.
In den 1990er Jahren war er stellvertretender Herausgeber von Blin („Pfannkuchen“), der ersten humoristischen Zeitung in der Ukraine. 1991 wurde er Preisträger des ersten Festivals Meer des Lachens (MORE SMEHA), benannt nach Arkadi Raikin (Rīga, 1991) mit W. Schenderowitsch und W. A. Nowitschenko.
Im Jahr 1993 gründete er in der Zeitung Kiewskie wedomosti (Kiewer Anzeiger), eine Redaktion für Humor – Club golochwastow (gemeinsam mit Jan Taksjur) und wirkte dort achtzehn Jahre lang als Redakteur.

## Werke
Er veröffentlichte in zahlreichen Zeitschriften
- Literaturnaja gaseta
- Junost
- Nedelja («Die Woche»)
- Raduga («Regenbogen»)
- Fontan («Fontäne»)
- «Florida» (USA)
- «Beseder?» (Israel)
- und viele andere
- War der Autor der satirischen Kurzfilme Fitil («Docht»).

Schrieb eine Vielzahl von Monologen, gelesen von
- Marija Mironowa
- Klara Nowikowa
- Wladimir Winokur
- Gennadi Chasanow
- Jefim Schifrin
- Jewgeni Petrossjan.

Schrieb Zirkus-Reprisen für
- Juri Kuklatschow.

Er ist Autor verschiedener Fernsehprogramme des ukrainischen Fernsehens.
Autor  von Szenarien von Trickfilmen, z. B.
- «Straßenbahn N°9 fährt» (Regie: Stepan Koval), erhielt den «Silbernen Bären» auf den Berliner Filmfestspielen (2003).

Autoren von Szenarien für TV-Serien
- «Kraft der Anziehung» (2008), mit Natalija Woroschbyt.
- «Eine glückliche kleine Familie» (2010)
- «Marussja» (2010)
- «Hausarrest» (2010)
- «Pfannkuchen Ljusja» (2011)
- «Familiendetectiv» (2012)

Autor von Theaterstücken
- «Louis und Trauzeugin» (2004) (Long-List des Wettbewerbs «Premiere»)
- «Eine Million für das Muttermal» (2007) (Long-List des Wettbewerbs «Die handelnden Personen»)
- «Die zickige Nastja» (2009) (Long-List «Premiere», «Badenweiler Literaturtage»)
- «Selfie mit multipler Sklerose» (2014–2016)

Bücher
- «Trauriger Witz», Verlag «Iskusstwo», 1991, Moskau.
- «Eine Million für ein Muttermal», Verlag «AST-Sebra-E», 2008, Moskau.
- «ЖЗЛ oder Biografien interessanter Persönlichkeiten», Verlag «Raduga», 2014, Kiew.
- „Mein Ionytsch“, Verlag «Sammit Kniga», 2020, Kiew